# Densidad natural
En teoría de números, la densidad natural (también conocida como densidad asintótica o densidad aritmética) es un método para medir el tamaño de un subconjunto del conjunto de los números naturales. Se basa principalmente en la probabilidad de encontrar miembros del subconjunto deseado cuando se peina el intervalo [1, n] a medida que n crece.
Intuitivamente, se piensa que hay más números naturales que cuadrados perfectos, ya que todo cuadrado perfecto es positivo, y además existen muchos otros enteros positivos. Sin embargo, el conjunto de los enteros positivos no es de hecho mayor que el conjunto de los cuadrados perfectos: ambos conjuntos son infinitos y numerables y, por lo tanto, se pueden hacer corresponder elemento a elemento. Sin embargo, si se localizan en el conjunto de los números naturales, los cuadrados se vuelven cada vez más escasos. La noción de densidad natural hace que esta intuición sea precisa para muchos, pero no todos, los subconjuntos de los números naturales (véase  densidad de Schnirelmann, un concepto similar al de densidad natural pero definido para todos los subconjuntos de {\displaystyle \mathbb {N} }).
Si se selecciona aleatoriamente un número entero del intervalo [1, n], entonces la probabilidad de que pertenezca a A es la relación entre el número de elementos de A en [1, n] y el número total de elementos en [1, n]. Si esta probabilidad tiende a algún límite cuando n tiende a infinito, entonces este límite se denomina densidad asintótica de A. Esta noción puede entenderse como una especie de probabilidad de elegir un número del conjunto A. De hecho, la densidad asintótica (así como algunos otros tipos de densidades) se estudian en teoría de números probabilística.

## Definición
Un subconjunto A de enteros positivos tiene densidad natural α si la proporción de elementos de A entre todos los números naturales de 1 a n converge a α como  n tiende a infinito.
Más explícitamente, si se define para cualquier número natural n la función conteo a(n) como el número de elementos de A menores o iguales que n, entonces siendo α la densidad natural de A significa exactamente que
a(n) / n → α como n → ∞.
De la definición se sigue que si un conjunto A tiene densidad natural α, entonces 0 ≤ α ≤ 1.

### Densidad asintótica superior e inferior
Sea {\displaystyle A} un subconjunto del conjunto de números naturales {\displaystyle \mathbb {N} =\{1,2,\ldots \}.} Para cualquier {\displaystyle n\in \mathbb {N} }, supóngase que {\displaystyle A(n)=\{1,2,\ldots ,n\}\cap A.} y {\displaystyle a(n)=|A(n)|}.
Entonces, se define la densidad asintótica superior (también llamada densidad superior) {\displaystyle {\overline {d}}(A)} de {\displaystyle A} por
{\displaystyle {\overline {d}}(A)=\limsup _{n\rightarrow \infty }{\frac {a(n)}{n}}}
donde lim sup es el límite superior. {\displaystyle {\overline {d}}(A)} también se conoce simplemente como la densidad superior de {\displaystyle A.}
De manera similar, {\displaystyle {\underline {d}}(A)}, la densidad asintótica inferior (también llamada densidad inferior) de {\displaystyle A}, se define por
{\displaystyle {\underline {d}}(A)=\liminf _{n\rightarrow \infty }{\frac {a(n)}{n}}}
donde lim inf es el límite inferior. Se puede decir que {\displaystyle A} tiene una densidad asintótica {\displaystyle d(A)} si {\displaystyle {\underline {d}}(A)={\overline {d}}(A)}, en cuyo caso {\displaystyle d(A)} es igual a este valor común.
Esta definición puede reformularse de la siguiente manera:
{\displaystyle d(A)=\lim _{n\rightarrow \infty }{\frac {a(n)}{n}}}
si este límite existe.
Se puede probar que las definiciones implican que también se cumple lo siguiente. Si se tuviera que escribir un subconjunto de {\displaystyle \mathbb {N} } como una secuencia creciente indexada por los números naturales
{\displaystyle A=\{a_{1}<a_{2}<\ldots \}}
entonces
{\displaystyle {\underline {d}}(A)=\liminf _{n\rightarrow \infty }{\frac {n}{a_{n}}},}
{\displaystyle {\overline {d}}(A)=\limsup _{n\rightarrow \infty }{\frac {n}{a_{n}}}}
y
{\displaystyle d(A)=\lim _{n\rightarrow \infty }{\frac {n}{a_{n}}}}
si el límite existe.
Una noción algo más débil de densidad es la densidad de Banach superior: dado un conjunto {\displaystyle A\subseteq \mathbb {N} }, se define {\displaystyle d^{*}(A)} como
{\displaystyle d^{*}(A)=\limsup _{N-M\rightarrow \infty }{\frac {|A\cap \{M,M+1,\ldots ,N\}|}{N-M+1}}}

## Propiedades y ejemplos
- Si d(A) existe para algún conjunto A, y Ac denota su conjunto complementario con respecto a {\displaystyle \mathbb {N} }, entonces d(A c) = 1 − d(A).
  - Corolario: {\displaystyle d(\mathbb {N} )=1.}

- Si {\displaystyle d(A),d(B),} y {\displaystyle d(A\cup B)} existen, entonces

{\displaystyle \max\{d(A),d(B)\}\leq d(A\cup B)\leq \min\{d(A)+d(B),1\}.}
- Para cualquier conjunto finito F de enteros positivos, d(F) = 0.

- Si {\displaystyle A=\{n^{2}:n\in \mathbb {N} \}} es el conjunto de todos los cuadrados, entonces d(A) = 0.

- Si {\displaystyle A=\{2n:n\in \mathbb {N} \}} es el conjunto de todos los números pares, entonces d(A) = 0,5. De manera similar, para cualquier progresión aritmética {\displaystyle A=\{an+b:n\in \mathbb {N} \}} se obtiene que {\displaystyle d(A)={\tfrac {1}{a}}.}

- Para el conjunto P de todos los números primos se obtiene del teorema de los números primos que d(P) = 0.

- El conjunto de todos los enteros libres de cuadrados tiene una densidad {\displaystyle {\tfrac {6}{\pi ^{2}}}.} Más generalmente, el conjunto de todos los nésimos-números libres de potencias para cualquier n natural tiene una densidad {\displaystyle {\tfrac {1}{\zeta (n)}},} donde {\displaystyle \zeta (n)} es la función zeta de Riemann.

- El conjunto de números abundantes tiene una densidad distinta de cero.[3] Marc Deléglise demostró en 1998 que la densidad del conjunto de los números abundantes está entre 0,2474 y 0,2480.[4]

- El conjunto

{\displaystyle A=\bigcup _{n=0}^{\infty }\left\{2^{2n},\ldots ,2^{2n+1}-1\right\}}
de números cuya expansión binaria contiene un número impar de dígitos es un ejemplo de un conjunto que no tiene una densidad asintótica, ya que la densidad superior de este conjunto es
{\displaystyle {\overline {d}}(A)=\lim _{m\to \infty }{\frac {1+2^{2}+\cdots +2^{2m}}{2^{2m+1}-1}}=\lim _{m\to \infty }{\frac {2^{2m+2}-1}{3(2^{2m+1}-1)}}={\frac {2}{3}},}
mientras que su densidad inferior es
{\displaystyle {\underline {d}}(A)=\lim _{m\to \infty }{\frac {1+2^{2}+\cdots +2^{2m}}{2^{2m+2}-1}}=\lim _{m\to \infty }{\frac {2^{2m+2}-1}{3(2^{2m+2}-1)}}={\frac {1}{3}}.}
- El conjunto de números cuya representación decimal comienza con el dígito 1 tampoco tiene densidad natural: la densidad inferior es 1/9 y la densidad superior es 5/9.[1] (véase la ley de Benford).

- Considérese una secuencia equidistribuida {\displaystyle \{\alpha _{n}\}_{n\in \mathbb {N} }} en {\displaystyle [0,1]} y defínsea una familia monótona {\displaystyle \{A_{x}\}_{x\in [0,1]}} de conjuntos:

{\displaystyle A_{x}:=\{n\in \mathbb {N} :\alpha _{n}<x\}.}
Entonces, por definición, {\displaystyle d(A_{x})=x} para todos los {\displaystyle x}.
- Si S es un conjunto de densidad superior positiva, entonces el teorema de Szemerédi establece que S contiene progresiones aritméticas finitas arbitrariamente grandes, y el teorema de Furstenberg-Sárközy establece que algunas parejas de miembros de S difieren en un número cuadrado.

## Otras funciones de densidad
De forma análoga se pueden definir otras funciones de densidad sobre subconjuntos de los números naturales. Por ejemplo, la densidad logarítmica de un conjunto A se define como el límite (si existe)
{\displaystyle \mathbf {\delta } (A)=\lim _{x\rightarrow \infty }{\frac {1}{\log x}}\sum _{n\in A,n\leq x}{\frac {1}{n}}\ .}
Las densidades logarítmicas superior e inferior también se definen de manera análoga.
Para el conjunto de múltiplos de una secuencia entera, el teorema de Davenport-Erdős establece que la densidad natural, cuando existe, es igual a la densidad logarítmica.